# تام بارس

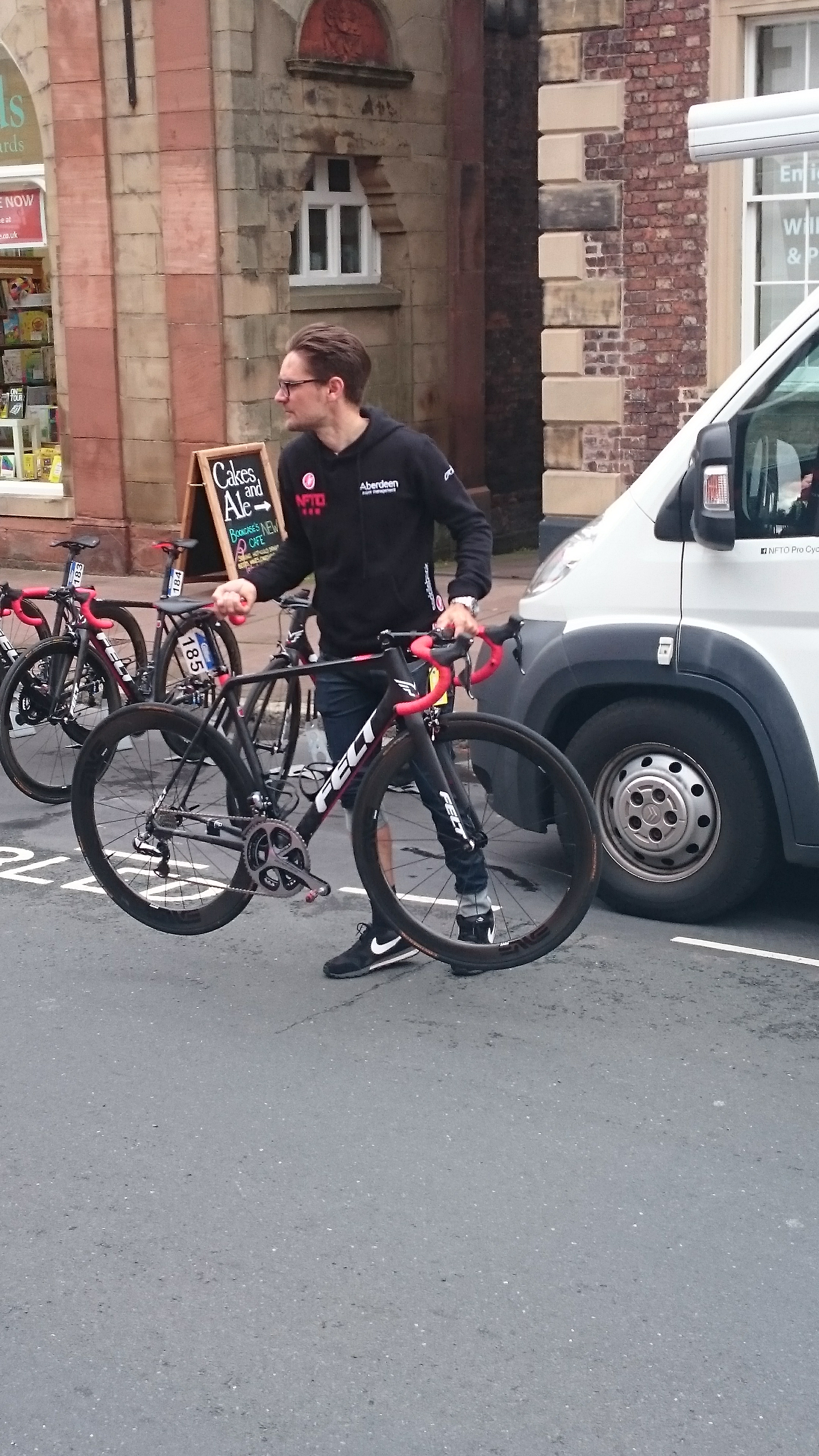
تام بارس - ۲۰۱۶

تام بارس (انگلیسی: Tom Barras؛ زادهٔ ۷ ژانویهٔ ۱۹۹۴) قایقران روئینگ اهل بریتانیا است.
وی در مسابقات کشوری و بین‌المللی در مجموع برندهٔ ۱ مدال نقره، ۱ مدال برنز شده‌است.